# Frères de la Miséricorde de Marie-Auxiliatrice
Les Frères de la Miséricorde de Marie-Auxiliatrice (en latin : Fratres Misericordiae Mariae Auxiliatricis) forment une congrégation laïque masculine hospitalière de droit pontifical. Ils ne faut pas les confondre avec les Frères de Notre-Dame de Miséricorde de Malines.

## Historique
La congrégation est fondée le 21 juin 1850 par le bienheureux Pierre Friedhofen pour le service des pauvres, des malades et des vieillards. L'évêque de Trèves Wilhelm Arnoldi, qui pensait réintroduire dans le diocèse les alexiens (qui avait le même but) approuve la communauté en 1852. En 1853, ils commencent à se consacrer en particulier à la prise en charge des handicapés mentaux. 
L'institut obtient le décret de louange le 27 mai 1905 ; leurs constitutions sont approuvées par le Saint-Siège le 3 juin 1910, puis de nouveau le 29 avril 1926. L'institut est affilié à l'ordre de Saint-Augustin le 2 juillet 1930.

## Activités et diffusion
Les Frères de la Miséricorde de Marie Auxiliatrice se consacrent aux soins des personnes malades, handicapées, âgées et défavorisées.
Ils sont présents en : Allemagne, Suisse, France, Italie, Luxembourg, Brésil et Malaisie.
Selon l'Annuaire pontifical de 2007, la congrégation comptait alors 101 religieux (dont 5 prêtres) dans 17 maisons. Leur maison généralice est à Trèves où ils gèrent un des hôpitaux les plus importants de la ville. Ils ont la garde des catacombes de Domitilla à Rome. 

## Source
- (it) Cet article est partiellement ou en totalité issu de l’article de Wikipédia en italien intitulé « Fratelli della misericordia di Maria Ausiliatrice » (voir la liste des auteurs).